# Hugo, o Vermelho
Hugo de Sully, chamado "o Vermelho" (em francês: Hugo "le Rousseau" de Sully) foi um general sob o rei siciliano Carlo de Anjou. Foi apelidado "o Vermelho" por conta de seu cabelo ruivo. Um cavaleiro burgúndio de temperamento ardente e altivo, de acordo com os cronista, Hugo foi nomeado vigário-general do Reino da Albânia de Carlos em agosto de 1279 e liderou as forças sicilianas em sua tentativa fracassada de tomar Berati do Império Bizantino em 1280-1281. Hugo foi preso em uma emboscada, quando então seu exército dispersou e sofreu muitas perdas para os bizantinos que os estavam perseguindo. Ele foi levado para Constantinopla, onde foi desfilado nas ruas junto com os outros cativos. Hugo acabou por ser liberto depois de anos de cativeiro bizantino e voltou para a Itália.